# Seidenhai
Der Seidenhai (Carcharhinus falciformis) gehört zur Familie der Requiemhaie (Carcharhinidae). Er ist eine der verbreitetsten Arten der Hochseehaie, wird jedoch durch starke Dezimierung durch Fischerei von der IUCN als potenziell gefährdet eingestuft.

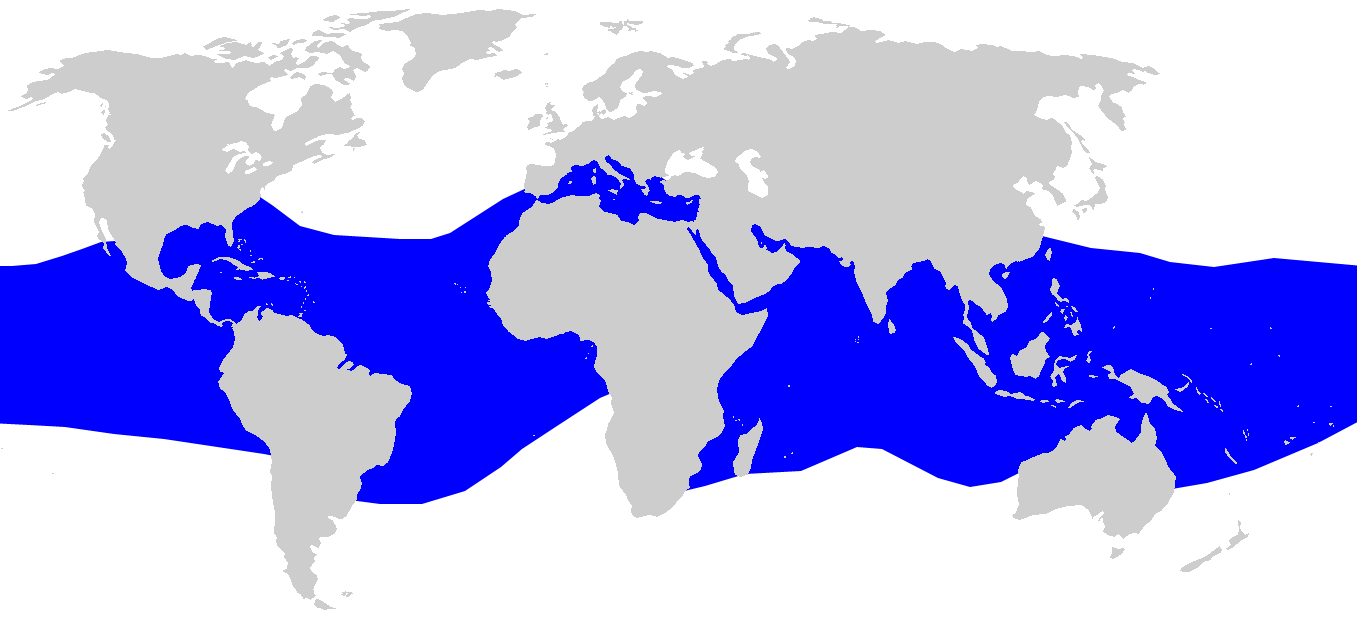
Verbreitungsgebiet des Seidenhais

## Körperbau
Der Seidenhai wird 2 bis 3,3 m groß, mit grauer, braungrauer bis zu schwärzlicher Färbung, zum Bauch hin wird der Hai heller und weiß. Er ist ein großer und schlanker Hai mit einer mäßig langen, flachen und abgerundeten Schnauze, großen Augen, kleinem Kiefer und er besitzt spitze Zähne. Die erste Rückenflosse beginnt hinter dem freien Ende der Brustflosse (das typischste Merkmal). Die zweite Rückenflosse besitzt eine verlängerte Spitze.

## Verbreitung
Der Seidenhai kommt weltweit in tropischen und subtropischen Regionen vor, sowohl in Küstennähe als auch ozeanisch:
- Westl. Atlantik: Massachusetts bis hinunter nach Brasilien, Golf von Mexiko und die gesamte Karibik;
- Östl. Atlantik: Spanien und bis hinunter nach Senegal;
- Indischer Ozean: Tansania bis Madagaskar, die Malediven und um Sri Lanka herum;
- Rotes Meer;
- Westl. Pazifik: Thailand, Philippinen, Neukaledonien und Australien;
- Östl. Pazifik: Hawaii, südliches Kalifornien bis Peru;
- Seit einigen Jahren auch vereinzelt im Mittelmeer,[3] vermutlich eingewandert durch die Straße von Gibraltar.[4]

## Nahrung
Dieser Hai gehört zusammen mit dem Blauhai und dem Weißspitzen-Hochseehai zu den häufigsten großen Tieren der Hochsee. Die bevorzugte Wassertiefe liegt in den oberen 500 m, wo er vorwiegend Fische, aber auch Weichtiere jagt.

## Gefährdung
Der Seidenhai ist einer der drei meist gehandelten Haiarten der Welt, er ist meist Ziel der Fischer oder Beifang. Sein Fleisch wird zum Verzehr angeboten, wichtiger sind jedoch seine Flossen: die Flossen werden besonders in Hongkong gehandelt. Einigen Schätzungen nach, die bereits Beobachtungen von drei Haigenerationen umfassen, nimmt die Population des Seidenhais im Pazifik und im Atlantischen Ozean stetig ab. Sie zeigen aber auch eine Zunahme im Indischen Ozean. Es gibt aber Unsicherheiten über Fangquoten und Populationsveränderungen der Haie, man schätzt jedoch einen Rückgang der Art von 16 bis 22 Prozent über die letzten drei Generationen. Laut der FAO betrug der Fang 2014 ca. 4900 Tonnen und war vorwiegend in Sri Lanka gefischt. Aufgrund der vagen Daten kann man dem Fischfang nicht sicher die alleinige Schuld an der Populationsabnahme geben. Durch Umwelteinflüsse könnte diese Art auch an Bestand verlieren. Aufgrund des geschätzten Rückgangs der Population wird diese Art als potenziell gefährdet eingestuft.